# Haugschlag
Haugschlag osztrák község Alsó-Ausztria Gmündi járásában. 2018 januárjában 485 lakosa volt. Haugschlag Ausztria legészakibb önkormányzata.

## Elhelyezkedése

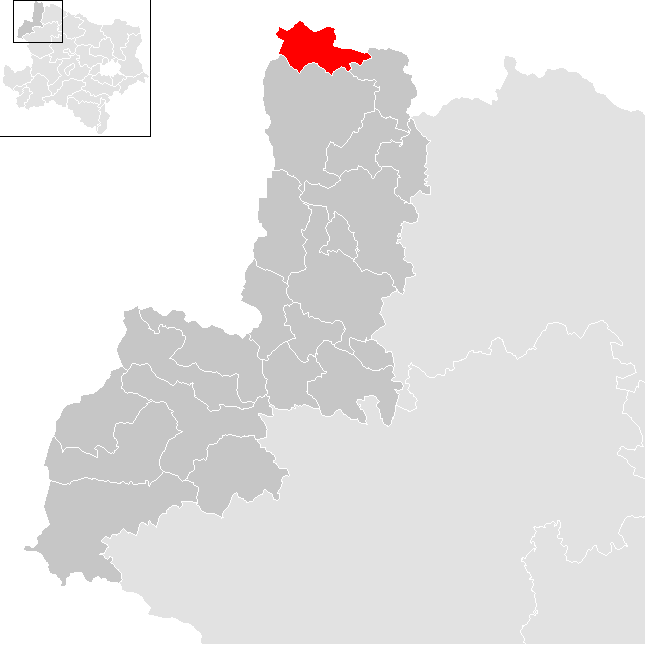
Haugschlag a Gmündi járásban

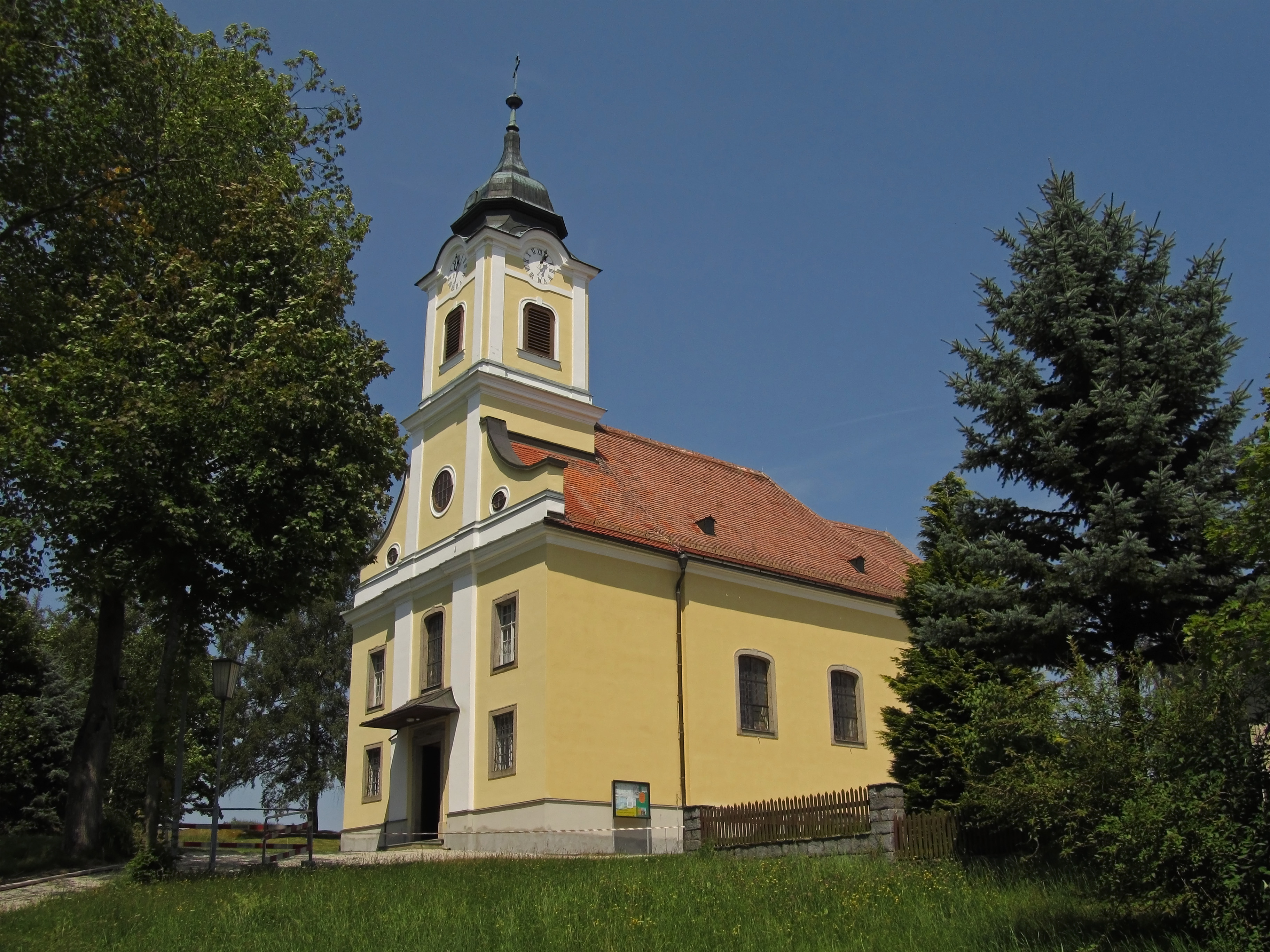
A Szent Kereszt felmagasztalása-plébániatemplom

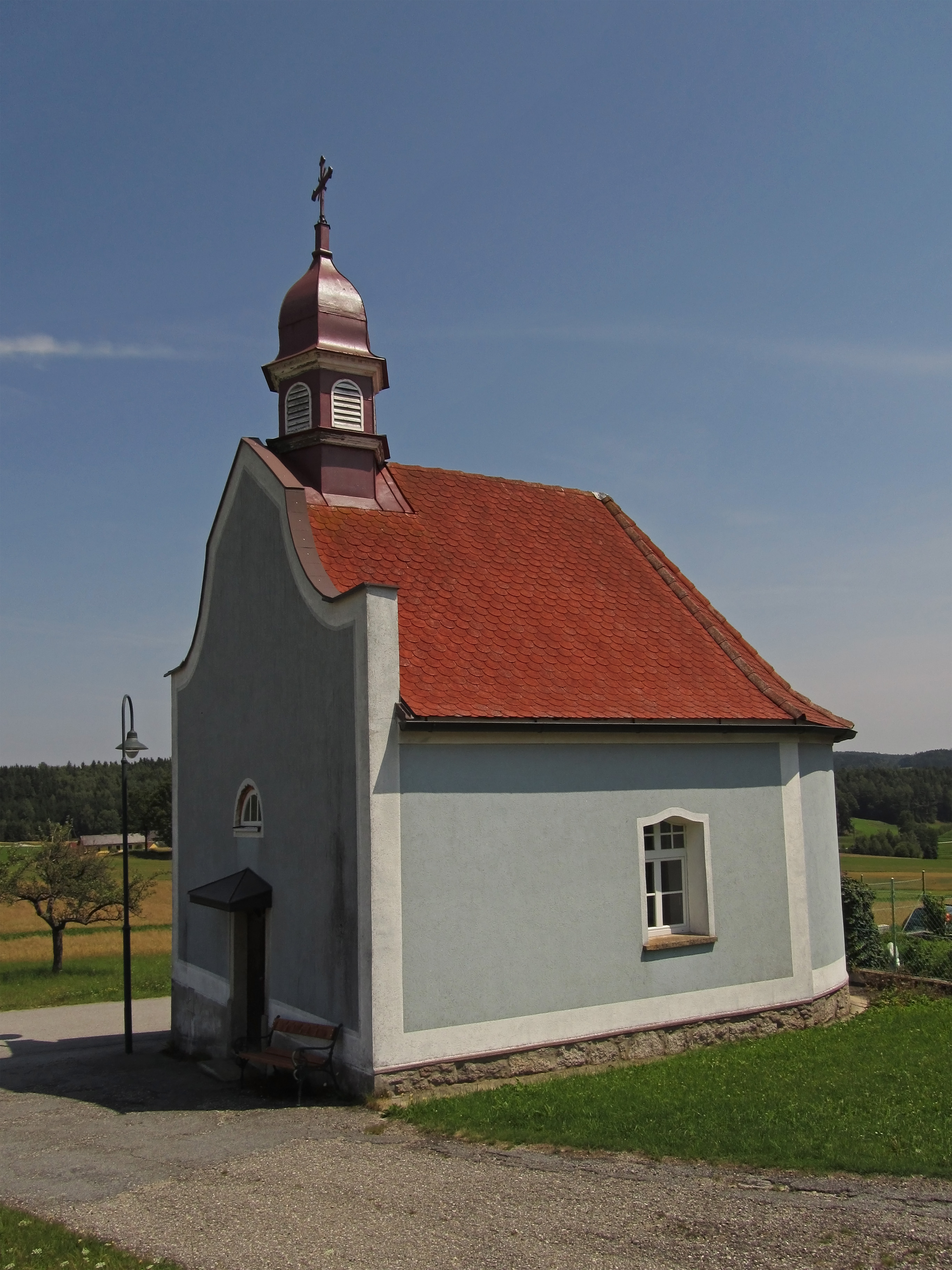
Türnau kápolnája

Haugschlag Alsó-Ausztria Erdőnegyedének (Waldviertel) északnyugati részén fekszik, közvetlenül a cseh határ mellett, a Reißbach folyó mentén. Területének 65,6%-át erdő borítja. Haugschlag területén, a Rottaler Bach és a Neumühlbach határfolyók találkozásánál található az ország legészakibb pontja. Az önkormányzat 4 települést egyesít: Griesbach (96 lakos 2018-ban), Haugschlag (239), Rottal (70) és Türnau (80). A kataszteri közösségek Griesbach, Haugschlag, Rottal és Türnau.
A környező önkormányzatok: keletre Reingers, délre Litschau, nyugatra Staňkov u Třeboně, északnyugatra Stráž nad Nežárkou, északra Nová Bystřice (utóbbi három Csehországban).

## Története
A térség németekkel való betelepítése 980-körül történt, amikor Passaui Pilgrim püspök frank parasztokat hozatott, akik kiirtották az erdőt és létrehozták a falut. A "-schlag" tag a település nevében is erdőirtásra utal. Írásban először 1369-ben említik (mint Hawslag) Litschau város birtokaként. Ekkor egy udvarház és 14 jobbágytelek tartozott hozzá. Különálló egyházközséggé csak 1784-ben vált, temploma 1787-ben készült el.
A Napóleon elleni ötödik koalíciós háborúban Haugschlag nagy károkat szenvedett. Az 1866-os porosz-osztrák háborúban a poroszok az Erdőnegyeden keresztül vonultak vissza és a faluban rövid ideig 600 porosz katonát szállásoltak el.
A községi önkormányzat az 1848-as bécsi forradalom után jött létre; Griesbachot később csatolták hozzá.

## Lakosság
A haugschlagi önkormányzat területén 2018 januárjában 485 fő élt. A lakosságszám 1951 óta (akkor 902 fő) csökkenő tendenciát mutat. 2015-ben a helybeliek 94,3%-a volt osztrák állampolgár; a külföldiek közül 2,2% a régi (2004 előtti), 3,4% az új EU-tagállamokból érkezett. 2001-ben a lakosok 94,3%-a római katolikusnak, 1,9% evangélikusnak, 2,8% pedig felekezeten kívülinek vallotta magát.

## Látnivalók
- a Szent Kereszt felmagasztalása-plébániatemplom és a plébánia 1787-ben készült el.
- Türnau kápolnája

## Fordítás
- Ez a szócikk részben vagy egészben  a   Haugschlag című német Wikipédia-szócikk ezen változatának fordításán alapul.  Az eredeti cikk szerkesztőit annak laptörténete sorolja fel. Ez a jelzés csupán a megfogalmazás eredetét és a szerzői jogokat jelzi, nem szolgál a cikkben szereplő információk forrásmegjelöléseként.